# Gaetano Ferri
Gaetano Ferri (Parma, 20 de desembre de 1818 - París, 1881) fou un baríton italià que va tenir un cert relleu en el seu temps i que va ser contractat per la primera temporada del Gran Teatre del Liceu de Barcelona.
S'havia distingit cantant el Nabucco a La Scala de Milà el 1842 en una de les 57 representacions que se'n van fer després que els milanesos embogissin amb aquesta òpera.
Va debutar al Liceu en la segona òpera del teatre, I due Foscari de Verdi, el 12 de maig de 1847, en el paper del vell Foscari, Francesco, paper que va interpretar onze vegades. Després de dotze anys d'absència, va tornar al Liceu per cantar un Germont de La traviata i algunes coses més.
Va morir a París després d'una carrera força reeixida.